# Final Fantasy XIII-2
Final Fantasy XIII-2 (ファイナルファンタジーXIII-2?, Fainaru Fantajī Sātīn Tsū) è un videogioco prodotto e distribuito da Square Enix per PlayStation 3, Xbox 360 e PC. Sequel diretto di Final Fantasy XIII, il gioco fa parte del progetto Fabula Nova Crystallis.
Ambientato tre anni dopo gli eventi di Final Fantasy XIII, Serah Farron, sorella minore di Lightning, la protagonista del gioco originale, parte, insieme al giovane Noel Kreiss, alla ricerca della sorella.
Il gioco è uscito in Giappone il 15 dicembre 2011, nel Nord America il 31 gennaio 2012 e in Europa il 3 febbraio 2012. La versione per PC è stata pubblicata su Steam l'11 dicembre 2014. Come per tutti i capitoli dal VIII in poi, la versione italiana è doppiata in inglese con sottotitoli e menu in italiano.

## Trama
Final Fantasy XIII-2 riprende tre anni dopo la fine del precedente episodio.
Lightning viene trascinata da una forza misteriosa nel Valhalla, una città che si erge nella dimensione alternativa. Mentre la ragazza parla con la Dea Etro, sulla spiaggia appare un uomo, Caius, che si incammina lentamente in mare, evocando dall'acqua figure mostruose, che scatenano il caos. I due non possono fare a meno di combattersi.
Durante il combattimento, Lightning evoca Odino e Caius si trasforma in un Chaos Bahamut. Dopo che Lightning ha avuto apparentemente la meglio sull'avversario, si apre un varco all'interno del quale fluttua un ragazzo, che Lightning sembra conoscere e che corre a mettere in salvo prima che la furia di Caius, rinvigoritosi, possa travolgerlo. È Noel Kreiss, uno dei due protagonisti di Final Fantasy XIII-2, apparso precedentemente in una visione della ragazza. Noel si trova nel Valhalla perché Lightning ha ascoltato le sue preghiere, con cui chiedeva un miracolo: non essere più solo. Il giovane viene infatti da un futuro in cui non ci sono più esseri umani, è stato l'ultimo bambino a nascere e ha visto tutte le persone che conosceva morire, una dopo l'altra. Dopo aver sconfitto Caius, Lightning gli spiega che c'è un modo per mettere a posto le cose, ma deve svolgere una missione per lei: trovare sua sorella Serah, che vive su Gran Pulse, dove tutti credono che Lightning sia morta. Noel accetta la missione affidatagli e parte, insieme ad un piccolo Moguri, alla ricerca di Serah.
La scena si sposta a Nuova Bodhum, città fondata su Gran Pulse da alcuni ex-abitanti di Cocoon: nell'anno 3DD, ovvero tre anni dopo gli eventi di Final Fantasy XIII, Serah si sveglia e scopre che i suoi vestiti sono cambiati. Il villaggio è stato attaccato da mostri di Pulse. Serah viene salvata da Noel che le consegna il piccolo Mog. Il ragazzo riesce a convincere poi Serah che Lightning è viva, e insieme partono per ritrovarla attraversando il "Portale" che è apparso poco tempo prima, di cui Noel ricorda a malapena come usarlo. Da qui i due iniziano un viaggio nel tempo alla ricerca di Lightning e del modo per cambiare il futuro. In ogni epoca in cui si trovano sembra però esserci un "paradosso", ovvero un'influenza di altre epoche che cambia l'aspetto del luogo: non si capisce come ciò sia possibile, e si sospetta che qualcuno stia cambiando il corso del tempo di proposito.
Durante il loro viaggio Serah e Noel incontrano Hope e Alissya (una ragazza che avevano conosciuto precedentemente): questi due fanno vedere ai due eroi un fonte profetica che possiede la data di centinaia anni prima; appare quindi un video in cui Cocoon cadeva (la fine di Final Fantasy XIII). Hope racconta di Yeul e dei Lungivedenti, una stirpe di ragazze che riescono a vedere il futuro: nella sua epoca, anche Noel aveva una Yeul insieme a Caius; dopo che il mentore li abbandonò, però, la ragazzina morì.
Durante l'avventura i protagonisti incontreranno molte "Yeul" in diverse epoche: una in particolare disse la frase "se cambia il futuro cambia il passato". Nella Riserva di Sunleth i ragazzi incontrano Snow, ma dopo aver eliminato il paradosso in quella zona egli scomparirà.
Gli eroi, dopo tante battaglie, riescono a cambiare il futuro e ad arrivare ad Academya nel 400DD, diventata una città piena di vita e tecnologia, dove incontrano di nuovo Hope e Alissya (che si erano ibernati per risvegliarsi in quell'epoca): Hope spiega che non hanno più intenzione di costruirne un altro e che il completamento è di circa un Secolo nel 500DD ma per loro sfortuna i due, dopo aver attraversato l'ennesimo portale, si separano. Serah, ormai sola, incontra varie Yeul che le rivelano ciò che vedono e le narrano della leggenda dei "Sei L'Cie" (Lightning, Snow, Hope e gli altri protagonisti del capitolo precedente): il giorno della caduta di Cocoon su Pulse la dea Etro ebbe pietà di loro, liberandoli dalla prigione di cristallo in cui erano rinchiusi. Dopo aver proseguito, Serah incontra Caius che, dopo un breve dialogo, la uccide.
La storia prosegue: Serah sembra essere tornata a Nuova Bodhum, e tutto fa sembrare di essere in un sogno. La ragazza incontra Snow che, smentendo i discorsi di Serah su come sua sorella sia svanita nel nulla, sostiene che Lightning è viva e vegeta e aggiunge che Serah e lui sono sposati. La ragazza non crede a tutto questo fino a quando incontra Lightning, ma Serah non crede nemmeno alle sue parole e quando Lightning le chiede di seguirla, ella rifiuta. Quando questo succede, una voce familiare guida Serah fino al luogo dell'impatto del meteorite, avvenuto all'inizio della storia: qui la ragazza scopre che la voce non è altri che Vanille. Insieme a Fang, le spiega che quanto avvenuto e un sogno, e che anche lei sta dormendo dentro al cristallo. A discorso terminato, le mostrano la via per uscire dal sogno e Serah, dopo aver visto la morte della Yeul che Noel doveva proteggere, riesce a liberare anche quest'ultimo.
Noel rivela successivamente a Serah come lei sia simile a Yeul: può effettivamente vedere il futuro ma non potrà mai viverlo, perché ogni volta che ha una visione la sua vita diminuisce. Serah tuttavia non si tira indietro, altrimenti nessuno sarà in grado di fermare Caius.
I ragazzi riescono ad uscire dal sogno, ma si ritrovano alla Nuova Bodhum nel 700DD, in cui tutto è desolato e distrutto. Ai due protagonisti appare Lightning, che spiega come, ogni volta che molte persone muoiono in una volta sola, il portale tra i due mondi si spalanchi come era successo anche il giorno della caduta di Cocoon: il portale si era spalancato e lightning venne cancellata dalla storia. Quanto detto sta per ripetersi per colpa di Caius: se farà cadere Cocoon su Pulse prima che Academya venga evacuata, il portale si spalancherà di nuovo. Serah e Noel si recano ad Academya nel 500DD, in cui il crollo di Cocoon è imminente e la popolazione è stata evacuata nella 13ª Arca. Serah e Noel si recano lì, ma mentre camminano sentono la voce di Yeul che dice "Tornate indietro, la Dea non deve essere uccisa": i ragazzi, prendendo queste parole come una trappola, continuano il cammino e incontrano Caius. Aiutati fortunatamente dall'esercito di Academya, da Hope e da Sazh, riescono a sconfiggerlo, finché improvvisamente il cielo si lacera: i due protagonisti penetrano nel portale e si ritrovano nel Valhalla, in cui si confrontano con Caius. Quest'ultimo rivela che l'anima di Yeul è destinata a morire per sempre, perché anche se ci sono mille Yeul nel tempo l'anima è la stessa per tutte ed è condannata ad una morte eterna.
Dopo un duro combattimento Caius, ormai allo stremo, si conficca la spada di Noel nel cuore e svanisce. Tutto sembra finito: i ragazzi ritornano ad Academya, dove incontrano anche tutti gli altri. Cocoon cade, però senza nessuna morte e in cielo si eleva il nuovo Cocoon, che Hope battezza "Bhunivelze".
Le cose però precipitano: Serah ha una visione del futuro e muore sotto gli occhi di Noel. Il ragazzo, improvvisamente, ricorda quello che gli disse tempo prima Yeul "Se cambia il futuro, cambia anche il passato" e capisce quindi che i veggenti sono obbligati a vedere tutto e, quindi, sono condannati anche a morire. Il cielo diventa rapidamente nero e Mog sviene, sostenendo che la Dea è morta. Noel ha un altro ricordo improvviso: Caius gli disse che in sé stesso batte il cuore di Etro, e se lui morirà lo farà di conseguenza anche la Dea. Tutto si oscura, Academya sembra essere diventata il nuovo Valhalla e alla fine si può notare una Lightning cristallizzata, seduta in una scultura di cristallo al centro di Academya.

### Il Requiem Della Dea
Il Requem Della Dea è un episodio extra, scaricabile come DLC, avente Lightning come protagonista. Il DLC è ambientato a Valhalla e fa da scenario ad uno scontro tra Lightning e Caius, durante il quale la ragazza viene a sapere della morte di Serah. Lungo il combattimento, compare l'anima della ragazza, intrappolata da Yeul, la quale incolpa Lightning per la morte di Serah, poiché è stata proprio lei a dire a Noel di portar lì sua sorella. Lo spirito di Serah le parla e le dice che non importa che sia morta, perché lo ha fatto compiendo qualcosa di importante, ed il suo ricordo (una lacrima) rimarrà sempre con lei. Lightning, senza proferir più parola, si siede sul trono di Etro, sul quale giace immobile mentre il suo corpo si cristallizza. La scena coincide con quella mostrata nel finale del gioco, ma vi è un'ultima sequenza, accompagnata da un monologo che si chiude con le parole "Per ora è il sonno, sogni incessanti aspettando la fine dell'eternità. E, un giorno, mi risveglierò ancora", in cui i suoi piedi tornano a calpestare Pulse, seppur sia ormai diventato il Mondo Morente del 700DD.

## Modalità di gioco

### Esplorazione
Rispetto a Final Fantasy XIII, il gioco presenta una maggiore libertà di movimento all'interno del mondo: una schermata detta "Historia Crux" permette di scegliere fra vari luoghi ed epoche (infatti i protagonisti viaggiano nel tempo) fra quelli già sbloccati; essi si sbloccano tramite i vari "Portali" presenti nei luoghi/epoche, che si attivano tramite degli "Artefatti" che si devono trovare durante l'esplorazione. All'interno dei luoghi raramente si trovano un percorso obbligato ed un obiettivo fissato sulla mappa, ma c'è invece possibilità di esplorare un'area. Si possono trovare dei Chocobo da cavalcare, ma si consuma un oggetto detto "Erba Ghisal" ogni volta che si sale su uno di loro. Cavalcando un Chocobo, non si incontrano mostri. Durante l'esplorazione si può salvare con un comando apposito, senza bisogno dei "terminali" presenti in Final Fantasy XIII, completamente scomparsi in questo capitolo. La loro funzione di negozio per gli oggetti viene invece svolta da Chocolina, una mercante viaggiatrice del tempo. Ottenendo appositi oggetti detti "Lucchetti", uno per ogni luogo, i luoghi già sbloccati nell'Historia Crux si possono "riavviare" per ricominciare l'esplorazione del luogo com'era la prima volta che lo si è giocato, ma si può anche riportare il luogo allo stato in cui era prima del riavvio. Nell'"Historia Crux" si possono anche sbloccare dei luoghi equivalenti ad altri, ovvero costituiti dallo stesso luogo e dalla stessa epoca, ma diversi perché frutto dei cambiamenti della storia operati da Serah e Noel: essi sono indicati con le X al posto degli 0 nel numero dell'anno (per esempio i Monti Yasachs nel 10 DD sono quelli che si visitano per primi, i Monti Yasachs nell'1X DD sono l'equivalente modificato).

### Sistema di combattimento
Come in Final Fantasy XIII, il gioco usa una variante dell'Active Time Battle (ATB). Si potrà inoltre modificare il livello di difficoltà delle battaglie. Durante le battaglie, il giocatore può usare degli eventi di breve durata, chiamati "Azione Istantanea" (Cinematic Action), per infliggere danni maggiori ai nemici: in essi basta premere il più velocemente possibile i tasti i cui simboli compaiono sullo schermo. L'"Azione Istantanea" non può essere scelta dal giocatore, ma si è obbligati a giocarla in alcuni momenti. A differenza di Final Fantasy XIII, si può cambiare il leader in ogni momento della battaglia tramite il comando "sostituzione", e alla morte del leader l'altro personaggio prende il suo posto: la battaglia finisce solo alla morte di Serah e Noel. Si può inoltre domare mostri e usarli come alleati in battaglia: dopo una battaglia si può ottenere il "Cristallo" di un mostro, e tale mostro viene incluso in una lista. Dalla lista di mostri ottenuti dal giocatore, si può creare una "coalizione" di tre mostri ed inserire uno di essi in un optimum come se fosse un terzo personaggio. Ogni mostro svolge sempre lo stesso ruolo, ma in ogni optimum si può inserire un mostro diverso, sempre fra i tre della coalizione. Cambiando optimum durante la battaglia, il mostro subentrato avrà la stessa quantità di PV del precedente. Il mostro non può fungere da leader, e alla morte dei due personaggi la battaglia finisce anche se il mostro non è morto. Durante una battaglia con un mostro alleato si riempie una barra detta di "sincronizzazione", e quando è completa si può usare una tecnica detta "Istinto Bestiale", la cui modalità di utilizzo è simile a quella dell'"Azione Istantanea". I mostri sono sviluppabili con il Cristallium come i personaggi, ma solo utilizzando un oggetto detto "catalizzatore" ad ogni movimento nel Cristallium. I mostri si dividono in cinque "gradi", da quelli più deboli a quelli più forti. Dalla lista dei mostri si può anche usare il sistema dei "retaggi", ovvero sacrificare un mostro per far apprendere ad un altro le abilità che erano sue; molti mostri hanno però abilità che non si possono trasmettere: se non hanno abilità trasmissibili, sacrificarli è inutile.

### Cronoradar di Mog
I mostri non sono più visibili sulla mappa come in Final Fantasy XII e Final Fantasy XIII, ma appaiono quando il giocatore si avvicina. Appena il mostro appare sullo schermo, compare un quadrante chiamato "Cronoradar di Mog" (Mog Clock) che circonda l'area in cui si trovano i personaggi ed il mostro: esso garantisce vari bonus o penalità in base al tempo impiegato per incominciare la battaglia. Quando il contorno del quadrante è verde, si può attaccare il nemico avvicinandosi e premendo X, in modo da iniziare la battaglia con dei bonus. Se è giallo, non si possono ottenere bonus. Se è rosso, la battaglia inizia automaticamente una volta scaduto un periodo di tempo; se è iniziata automaticamente, è disattivata l'opzione "ricomincia" durante la battaglia. In ogni caso si può superare il contorno del quadrante per evitare la battaglia.

### Riflessioni
A volte, arrivato il momento di parlare con i personaggi non giocabili, vengono offerte varie possibilità su che cosa dire: le "riflessioni" (Live Trigger) servono soltanto per permettere un dialogo più interattivo. I dialoghi cambiano anche ogni volta che si gioca. A volte si trovano dei tesori contenuti in cubi sospesi in aria, che fungono da "ricompense di riflessione" per le riflessioni giocate in precedenza: a seconda delle risposte, si possono trovare oggetti diversi. Gli oggetti "ricompense di riflessione" si possono ottenere anche appena si finisce di giocare un luogo/epoca, senza trovarli nei cubi.

### Frammenti
Sconfiggendo i boss e portando a termine le "missioni" e i "Labirinti Temporali" si ottengono i "Frammenti": essi non compaiono come oggetti nell'inventario, ma ad ognuno di essi corrisponde una pagina di informazioni che si leggono in un apposito elenco. Di ogni luogo sbloccato si conosce il numero di frammenti che si possono ottenere in esso.
In totale sono 160

### Missioni
Durante l'esplorazione si incontrano dei personaggi che affidano al giocatore delle "missioni" facoltative quali sconfiggere un mostro o trovare degli oggetti. Una volta accettata la missione, si vede sulla mappa il luogo dove si trova il personaggio che l'ha richiesta, da cui si deve ritornare una volta portata a termine. Si possono accettare più missioni alla volta e si può anche lasciare un luogo mantenendo missioni in sospeso. Terminata una missione, si ottiene un "Frammento".

### Labirinti Temporali
Da alcuni luoghi si può accedere ai "Labirinti Temporali", che si trovano in luoghi extradimensionali in cui il giocatore si muove su pannelli sospesi su uno sfondo confuso e deve risolvere dei rompicapo. Risolto il rompicapo, si risolve un'anomalia temporale. In qualsiasi momento si può uscire dal "Labirinto Temporale" e in seguito si può poi riprovare.

### Cristallium
Il Cristallium ha alcune differenze rispetto a quello di Final Fantasy XIII: non si può vedere il percorso, ma solo selezionare un ruolo e andare avanti di un livello in quel ruolo, consumando punti. Ad ogni livello corrisponde un aumento dei parametri o l'apprendimento di un'abilità. Del percorso nel Cristallium si vede solo il luogo in cui ci si trova, e ogni posizione corrisponde ad un livello. Solo una breve lista delle prossime abilità che si apprenderanno dà informazioni sui livelli futuri, e solo di quelle a cui si è più vicini si sa anche il livello nel quale le si apprenderanno. Dopo aver superato una serie di livelli aumenta il livello del Cristallium, e quando ciò avviene si può scegliere tra diverse ricompense per il personaggio, quali l'apprendimento di un nuovo ruolo e l'aumento della capacità di equipaggiamento. Per i mostri il Cristallium ha alcune differenze: ogni mostro svolge un solo ruolo e non ci sono Punti Cristallo, ma ogni volta che ci si sposta nel Cristallium avanzando di un livello si deve usare un oggetto detto "catalizzatore": ne esistono diversi tipi, che si dividono tra quelli riservati ai mostri meccanici e quelli riservati ai mostri biologici. A seconda del tipo di catalizzatore che si usa, quando si aumenta il livello si ottengono diversi bonus oltre all'aumento di parametri o all'abilità dati dal Cristallium: per esempio un catalizzatore dà un aumento di tutti i parametri, un altro solo della potenza fisica e così via. Ogni catalizzatore ha un "grado": esistono catalizzatori con lo stesso nome, e quindi gli stessi effetti, ma di grado diverso; quando si potenzia un mostro, si può selezionare qualsiasi catalizzatore adatto al tipo di mostro (meccanico o biologico) e di esso si consumerà un'unità per ogni spostamento nel Cristallium se il catalizzatore ha grado pari o superiore a quello del mostro, altrimenti più unità cosicché la somma dei gradi di ognuna dia il grado del mostro (per esempio, per far avanzare di un livello un mostro di grado 2 si consumerà un'unità di un catalizzatore di grado 2 o superiore oppure due unità di un catalizzatore di grado 1).

### Equipaggiamento
Un'altra novità rispetto a Final Fantasy XIII è il sistema della "capacità di equipaggiamento": ogni personaggio ha un certo numero di punti di "capacità di equipaggiamento", ed ogni accessorio occupa una certa quantità di questi punti, sempre la stessa. Si deve quindi assegnare ad un personaggio gli accessori in modo che, sommando i punti che ognuno occupa, non si superi il numero di punti di capacità del personaggio. Quando aumenta il livello del Cristallium si può scegliere di aumentare la "capacità di equipaggiamento" del personaggio.

## Personaggi

### Personaggi giocabili
- Serah Farron: Sorella minore di Lightning. In seguito agli avvenimenti di Final Fantasy XIII, la ragazza vive su Gran Pulse in un villaggio, Nuova Bodhum, costruito con i membri del NORA. Al momento lavora come maestra alla scuola elementare. Quando viene a sapere che Lightning è ancora viva decide di partire con Noel per cercarla.
- Noel Kreiss: Un ragazzo armato di due spade speciali proveniente dal futuro. Dopo aver desiderato per molto tempo di non essere più solo viene salvato da Lightning che gli affida una missione: trovare sua sorella Serah. Afferma di essere l'unico essere umano sopravvissuto nella sua epoca. Inizialmente dice di avere dei vuoti di memoria e di non ricordare come ha imparato ad utilizzare il portale per viaggiare nel tempo.
- Lightning: Protagonista dell'episodio precedente. Alla fine di Final Fantasy XIII viene attaccata da una forza misteriosa che la trascina in un mondo chiamato Valhalla. Tutti la credono morta, tranne Serah, sua sorella, convinta di averla vista poco dopo la fine della storia di Final Fantasy XIII, mentre nessun altro ricorda di averla vista. In realtà è ora guardiana del santuario della Dea Etro nel Valhalla dove dovrà affrontare Caius. Durante il loro primo combattimento conoscerà Noel, al quale affiderà una missione: trovare Serah e cambiare il futuro. Lightning funge da voce narrante al gioco.

### Altri personaggi importanti
- Mog: Un Moguri. Non si sa molto sul suo conto, ma lui si presenta come il portafortuna di Serah. Sembra essere stato mandato da Lightning. All'inizio appare abbastanza timido ma, con il tempo diventa un gran chiacchierone. Si trasforma nell'arma di Serah e aiuta i protagonisti grazie al Cronoradar per segnalare la presenza dei mostri e alla sua abilità di trovare oggetti: quando lo fa, si illumina il rombo che ha sulla testa e premendo R1 il giocatore può vedere un tesoro prima nascosto. Si può usare la sua abilità anche per ottenere tesori che appaiono trasparenti. Inoltre, andando avanti nel gioco si ottiene la possibilità di lanciarlo per raggiungere tesori visibili ma situati in posti non raggiungibili.
- Caius Ballad: Un uomo misterioso che una volta era amico e maestro di Noel. La sua ragione per opporsi Lightning è attualmente sconosciuta. Avrà una missione simile a quella di Lightning e a suo modo cercherà di completarla. Viaggia con la sua compagna Yeul. Ora, Caius è un guardiano della timeline. È stato rivelato che è immortale e che conserva la memoria di tutti gli eventi timeline.
- Paddra Nsu-Yeul: Una ragazza con il viso parzialmente coperto da un velo e compagna di viaggio di Caius con il quale ha un forte legame. È una veggente ed ha lo stesso nome, Yeul, che veniva dato alle veggenti di un antico villaggio di Pulse.

### Personaggi secondari/di supporto
- NORA: Gruppo creato da Snow che si occupa di mantenere la sicurezza lottando per la libertà. Oltre che lottare per la libertà, il NORA, è stato incaricato di proteggere Serah. Costruiscono su Gran Pulse un villaggio, Nuova Bodhum.
- Snow Villiers: Dopo la scomparsa di Lightning decide di andare a cercarla, lasciando a Serah il suo ciondolo come pegno del suo amore. Incontreremo il giovane nella Riserva di Sunleth. Salva Serah e Noel da un mostro Flan, prima di essere duramente criticato da Noel per la sua avventatezza e l'incapacità di proteggere le persone. Nonostante questo, si dice di essere indifferente sul rapporto tra Serah e Noel.
- Hope Estheim: Leader dell'"Accademia", una squadra che fa ricerche sulla storia del mondo e cerca di sviluppare le scienze per far vivere gli esseri umani senza l'aiuto dei Fal'cie. Hope è consapevole che Serah e Noel viaggiano attraverso il tempo grazie alla loro comparsa alle Rovine di Bersah nell'anno 5DD, e li aiuterà a raggiungere Lightning.
- Alyssa Zaidelle: Membro dell'"Accademia", incontra Serah e Noel alle rovine di Bersah nel 5DD e grazie alle sue ricerche sul paradosso temporale diventa un'importante ricercatrice e l'assistente di fiducia di Hope Estheim. Non si sa se per far successo o per verità ma avrà un'attrazione possessiva verso Hope. Si scoprirà in seguito che desidera il fallimento della missione di Serah e Noel poiché nella linea temporale originale ella è morta durante la caduta di Cocoon.
- Sazh Katzroy: Sazh è attualmente impegnato in attività volte a migliorare Gran Pulse. È diventato pilota di aeronavi, ma Hope nell'anno 10DD dice che è scomparso. Nell'ultimo capitolo si rivedrà per aiutare Serah e Noel. È stato creato un DLC apposito per lui.
- Oerba Dia Vanille: Apparirà in una visione di Serah. Insieme a Fang, si è trasformata nella colonna di cristallo che sorregge Cocoon.
- Oerba Yun Fang: Apparirà, con la compagna Vanille, in una visione di Serah. Insieme a Vanille, si è trasformata nella colonna di cristallo che sorregge Cocoon.
- Dajh Katzroy: Avrà maggiore spessore nel DLC legato a Sazh, il suo ruolo generale nella trama è marginale.
- Chocolina: Misteriosa mercante viaggiatrice del tempo, appare in vari luoghi e funge da negozio per gli oggetti e le armi. Sembra sia vestita con delle finte ali da Chocobo, ma, a quanto dicono le informazioni su di lei nell'"archivio", potrebbe anche essere una creatura non umana.

## Edizioni limitate
Il gioco è stato venduto in due differenti edizioni limitate, chiamate rispettivamente Collector's Edition e Crystal Edition, che oltre al gioco presentano diversi contenuti da collezione.

### Collector's Edition
La Collector's Edition presenta una confezione in digipak, la colonna sonora divisa in quattro dischi ed un concept artbook.

### Crystal Edition
La Crystal Edition comprende una confezione in digipak, una maglietta, la colonna sonora in quattro CD, un concept artbook e delle cartoline.

## Accoglienza
La rivista Play Generation diede alla versione per PlayStation 3 un punteggio di 91/100, apprezzando la trama non lineare, il sistema di combattimento convincente e le ottime animazioni e come contro le musiche poco ispirate e le ambientazioni ed i nemici riciclati da Final Fantasy XIII, trovando che questo capitolo abbia compiuto un passo nella direzione giusta, in quanto sapeva offrire un'esperienza più varia e divertente rispetto al predecessore ma era lontano da essere uno dei migliori GdR occidentali.